# Faida di Oppido Mamertina
La  Faida di Oppido Mamertina o semplicemente la Faida di Oppido è la faida di 'ndrangheta che scoppia nel 1992 a Oppido Mamertina in Provincia di Reggio Calabria tra le famiglie dei Ferraro-Raccosta e i Mazzagatti-Polimeni-Bonarrigo. Lo scontro durato 6 anni provocherà 22 morti.

## Storia
Nell'agosto 1997 Domenico Polimeni, affiliato di spicco dei Mazzagatti, uccide Antonio Gugliotta, Antonio Gangemi e Angela Bonarrigo e per questo viene condannato all'ergastolo.
Nel 1998 avviene la strage di Oppido in cui vengono uccisi Giovanni Polimeni, figlio del latitante arrestato Domenico, ed il nipote di questo, Vittorio Rustico. Nella circostanza vengono colpiti per errore la piccola Mariangela Ansalone e il nonno Giuseppe Maria Biccheri, vittime innocenti, uccise solo perché la loro auto (una Fiat Croma, simile a quella di un affiliato) passava in quel momento sul luogo dell'agguato, feriti gravemente il fratellino di 8 anni di Mariangela, Giuseppe, la mamma Francesca Biccheri e la nonna Maria Annunziata Pignataro.
Da questo fatto e dopo ben 30 morti, scaturì una tregua che durerà fino al 2011.
Nel 2003, ormai in carcere, Saverio Mammoliti si dissocia dall'organizzazione e confessa che durante la faida i Mammoliti dettero l'appoggio ai Ferraro-Raccosta.

## Riapertura del conflitto nel 2013
Nel 2013 con l'operazione Erinni, con l'arresto di  20 persone per nuovi episodi nella faida tra i Ferraro-Raccosta e Mazzagatti-Polimeni-Bonarrigo, vengono sequestrati beni del valore di 70 milioni di euro.
Il boss Francesco Raccosta, dopo essere stato massacrato a colpi di spranga, ancora vivo, viene dato in pasto ai maiali, perché il 3 marzo 2012 uccide il boss Domenico Bonarrigo. 
Delitto portato a termine da Simone Pepe, del quale la propria madre intratteneva una relazione col boss Bonarrigo. 
Lo scenario macabro viene evidenziato da alcune intercettazioni ove è lo stesso Pepe ad autoaccusarsi.
Francesco Raccosta scomparve, insieme al cognato Carmine Putrino, il 13 Marzo 2012. Dalle indagini si apprende che furono uccisi, entrambi, qualche ora dopo la scomparsa.
Sempre lo stesso giorno viene ucciso Vincenzo Ferraro, quarantaduenne, già sorvegliato speciale. 
Le indagini condotte dai Carabinieri hanno fatto luce, altresì, sull'omicidio di Vincenso Raccosta, padre di Francesco e suocero di Carmine Putrino.
Per i quattro omicidi, seppur avvenuti in tempi diversi, dalla cosca rivale vengono chiamati altri componenti della famiglia, residenti in Roma, tra i quali Simone Pepe.